# Mexitlia trivittata
Mexitlia trivittata är en spindelart som först beskrevs av Banks 1901.  Mexitlia trivittata ingår i släktet Mexitlia och familjen kardarspindlar. Inga underarter finns listade i Catalogue of Life.